# Hendrik Bonmann
Hendrik Bonmann (Essen, 22 de janeiro de 1994) é um futebolista alemão que atua como goleiro. Atualmente, defende o Ludogorets Razgrad.

## Carreira
Hendrik Bonmann começou a carreira no Rot-Weiss Essen.

## Títulos
Borussia Dortmund
- Copa da Alemanha: 2016-17